# 站前街道 (丹东市)
站前街道，是中华人民共和国辽宁省丹东市振兴区下辖的一个乡镇级行政单位。

## 行政区划
站前街道下辖以下地区：
东晨社区、金桥社区、华夏村社区、海华社区和二三零社区。